# Рогатинский район
Рогати́нский райо́н (укр. Рогатинський район) — упразднённая административная единица Ивано-Франковской области Украины.
Административный центр — город Рогатин.

## История
11 марта 1959 года к Рогатинскому району была присоединена часть территории упразднённого Букачевского района.
В 2020 году в ходе административно-территориальной реформы район был ликвидирован и присоединен к Ивано-Франковскому району.

## Достопримечательности
1. Рогатинская гимназия имени Владимира Великого
2. Памятник Роксолане - девушке, родившейся в городе Рогатин, судьба которой привела её к вершинам мировой политики. Это была Анастасия Гавриловна, дочь местного священника Гаврилы Лисовского, которая позже стала известна как Роксолана – могущественная супруга османского правителя Сулеймана I.
3. Усадьба Реев - Первый известный владелец - галицкий подканцлер Юзеф Яблоновский строит классицистический дворец, с колоннами, портиком (деревянный, не сохранился). После смерти магната имение через наследства и брака попадает, к графу Станиславу Рею. До 1880-го старый дворец разобрали, а еще до того рядом начали строить новую усадьбу. Занималась этим жена Станислава и собственно наследница имения Вильгельмина Рей из рода Глоговских.  Спроектировал новую усадьбу известный львовский архитектор Юлиан Захаревич. Строительство усадьбы в эклектичном стиле завершили в 1882 г.  При советской власти использовался для хозяйственных нужд. Затем - как психиатрическая больница. В 1955 г. Во дворце поселились студенты Рогатинского зооветеринарного комплекса. Во времена независимой Украины здесь действовал женский монастырь, а затем усадьбу передали УПЦ Киевского патриархата.  Въездные ворота построены в 1822. В путеводителе-карте «Рогатин» пишут о том, что въездной проезд дворца когда-то был сквозным, но в 1970 году его замуровали.[6]
4. Стратинская типография